# Chasmodia mystacophora
Chasmodia mystacophora är en skalbaggsart som beskrevs av Ohaus 1925. Chasmodia mystacophora ingår i släktet Chasmodia och familjen Rutelidae. Inga underarter finns listade i Catalogue of Life.